# Alvin Harrison
Alvin Harrison, född 20 januari 1974, Orlando, Florida är en amerikansk friidrottare som sprang i det segrande laget på 4 x 400 meter i de olympiska sommarspelen 1996 och de olympiska sommarspelen 2000, där även hans tvillingbror Calvin Harrison fanns med i laget. Harrison vann även en individuell silvermedalj på 400 meter i OS 2000.
2004 blev Harrison avstängd från att tävla efter att ha genomgått ett dopingtest. IAAF beslutade 2004 att stafettguldet från 2000 skulle fråntas USA och istället tilldelas Nigeria till följd av Harrisons dopning, men detta beslut annullerades 2005 av idrottens skiljedomstol CAS. Dock kvarstår den fyraåriga avstängningen för Harrison. Huruvida amerikanerna förtjänade denna guldmedalj har i efterhand diskuterats till följd av Harrisons positiva dopningsprov. 2 augusti 2008 beslutade Internationella olympiska kommittén att åter diskvalificera det amerikanska laget sedan Antonio Pettigrew erkänt dopning och laget fick återlämna sina guldmedaljer.

## Kuriosa
Bröderna Alvin och Calvin blev det första tvillingparet att vinna OS-guld samtidigt då de tog den omdebatterade stafettsegern i Sydney 2000.

## Medaljer
Guld
- OS 1996 4 x 400 meter (USA: Harrison, Smith, Mills och Maybank, 2.59,99)
- OS 2000 4 x 400 meter (USA: Harrison, Pettigrew, Harrison och Johnson, 2.56,35)

Silver
- OS 2000 400 meter (44,40)

## Rekord
- 200 meter: 20,77, Stanford, Kalifornien, 28 mars 1999
- 400 meter: 44,09, Atlanta, Georgia, 19 juni 1996